# Hanjú Juzuru
Hanjú Juzuru (japánul: 羽生 結弦, Hanyū Yuzuru, Szendai, 1994. december 7. –) kétszeres olimpiai és világbajnok japán műkorcsolyázó. Két olimpiai bajnoki címe (2014, 2018) mellett két világbajnokságot (2014, 2017) és 4 Grand Prix döntőt nyert meg (2013-2016). Továbbá három bronzérmet szerzett a Négy Kontinens bajnokságokon (2011, 2013, 2017). 2010-ben junior világbajnok is volt.
Hanjút minden idők egyik legnagyobb műkorcsolyázójának tartják. 16 alkalommal döntötte meg a világcsúcsot a 2004-2018 között érvényben lévő pontozási rendszerben. A 2018-ban bevezetett új pontozási rendszerben, jelenleg ő tartja mind a rövid program, mind a kűr, mind pedig az összetett pontszám világcsúcsát a férfi mezőnyben. Ő az első műkorcsolyázó, aki túlszárnyalta a 100 pontot a rövid programban, 200 pontot a kűrben, és 300 pontot az összesített pontszámban. 1948 óta ő a legfiatalabb férfi olimpiai bajnok műkorcsolyában.

## Magánélete
Szendai városában született és nőtt fel, egy nővére van, Szaja. Neve, melyet édesapja adott neki, magabiztosságot, erőt és céltudatosságot jelent.
Középiskolai tanulmányait Tóhoku egyik oktatási intézményében végezte. 2014-ben a Vaszeda Egyetemen kezdte meg tanulmányait, ahol humán informatikát és kognitív tudományokat tanul.
Hanjú mindig is Micimackó rajongó volt, és emiatt szurkolói legtöbbször Micimackó plüssfigurákkal jutalmazzák meg egy-egy kűrje után, amelyeket jótékony célra szokott felajánlani.

## Pályafutása
Kétszeres olimpiai bajnok (2014, 2018), kétszeres világbajnok (2014, 2017), négyszeres Grand Prix Döntő-bajnok (2013-2016), a Négy Kontinens Bajnokság háromszoros ezüstérmese (2011, 2013, 217). Emellett négyszeres japán bajnok (2012-2015), junior versenyzőként pedig világbajnok (2010) és a 2009-10 Grand Prix Döntő győztese. Felnőtt világbajnoki aranyai mellé két ezüstöt (2015-16) és egy bronzot (2012) is nyert. Tucatnál is többször ért el rekord pontszámot rövidprogramjaival és kűrjeivel. Minden idők egyik legjobb és legeredményesebb férfi műkorcsolyázója. 2002 óta az első férfi versenyző aki egy szezonon belül megnyerte a Grand Prix Döntőt, az olimpiát és a világbajnokságot.
2018-ban, a pjongcsangi téli olimpián megvédte elsőségét a férfi műkorcsolyázók versenyében, mely teljesítménnyel 1952 óta ő az első férfi, aki megtudta védeni címét a férfiak versenyében.

## Eredményei
| Esemény                  | 2007-2008 | 2008-2009 | 2009-2010 | 2010-2011 | 2011-2012 | 2012-2013 | 2013-2014 | 2014-2015 | 2015-2016 | 2016-2017 | 2017-2018 |
| ------------------------ | --------- | --------- | --------- | --------- | --------- | --------- | --------- | --------- | --------- | --------- | --------- |
| Olimpia                  |           |           |           |           |           |           | 1.        |           |           |           | 1.        |
| Világbajnokság           |           |           |           |           | 3.        | 4.        | 1.        | 2.        | 2.        | 1.        | VL        |
| Négy Kontinens Bajnokság |           |           |           | 2.        |           | 2.        |           |           |           | 2.        |           |
| Junior világbajnokság    |           | 12.       | 1.        |           |           |           |           |           |           |           |           |
| Japán bajnokság          | 3. J      | 1. J      | 1. J      | 4. S      | 3. S      | 1. S      | 1. S      | 1. S      |           |           |           |
| Grand Prix-döntő         |           |           |           |           | 4.        | 2.        | 1.        | 1.        | 1.        | 1.        |           |
| Junior Grand Prix-döntő  |           |           | 1.        |           |           |           |           |           |           |           |           |